# Netvor
Netvor (anglicky Beastly) je americký film režiséra Daniela Barnze z roku 2011. Jde o moderní variaci na klasické téma Kráska a zvíře, natočenou na základě stejnojmenné kližní předlohy Alex Flinnové (v češtině ji v dubnu 2013 vydalo nakladatelství MOBA ). Do českých kin snímek uvedla od 2. června 2011 společnost Falcon.

## Děj
Netvor je film o ambiciozním chlapci jménem Kyle Kingston (Alex Pettyfer), kterého vždy otec učil, že neatraktivní lidé jsou něco méně než lidé atraktivní, a Kyle je namyšlený a zlý vůči neatraktivním lidem. Chystá léčku, jen aby ponížil jednu dívku, která ho též znemožnila, ona se na jeho háček chytla a on ji znemožnil před desítky lidí na jedné párty.
Ale udělal chybu, ona je čarodějka a proklela ho. Stala se z něj nestvůra a takto zaplatí za svou namyšlenost. Čarodějka (Mary-Kate Olsenová) to udělala proto, aby se poučil ze svých chyb, aby věděl, jaké je být ošklivý. Pokud se do něj nezamiluje do roka ode dne prokletí nějaká dívka a nepoví mu, že ho miluje, tak takový zůstane navždy…

## Obsazení
| Alex Pettyfer       | Kyle           |
| Mary-Kate Olsenová  | Kendra         |
| Vanessa Hudgens     | Lindy          |
| Erik Knudsen        | Trey           |
| Dakota Johnsonová   | Sloan          |
| Justin Bradley      | student        |
| Karl Graboshas      | učitel         |
| Neil Patrick Harris | Will           |
| Davis Francis       | dr. Davis      |
| Peter Krause        | Rob            |
| Lisagay Hamilton    | Zola           |
| Gio Perez           | Victor         |
| Roc Lafortune       | Lindin otec    |
| Miguel Mendoza      | Viktorův bratr |

## Zajímavosti
- Natáčení tohoto filmu započalo v červenci 2010 a film byl hotov v srpnu 2010
- Namaskovat Alexe Pettyfera, aby vypadal jako Netvor, trvalo maskérům šest hodin
- Na roli Kylea byli zvažováni také Robert Pattinson a Zac Efron
- Natáčelo se v Montrealu
- Neil Patrick Harris byl doopravdy nevidomý, jelikož nosil neprůhledné kontaktní čočky
- Mary-Kate Olsenová byla do role Kendry obsazena teprve 12 dní před natáčením